# Causse-Bégon
Causse-Bégon är en kommun i departementet Gard i regionen Occitanien i södra Frankrike. Kommunen ligger i kantonen Trèves som tillhör arrondissementet Le Vigan. År 2022 hade Causse-Bégon 25 invånare.

## Befolkningsutveckling
Antalet invånare i kommunen Causse-Bégon
Referens:INSEE